# Denver City
Denver City is een plaats (town) in de Amerikaanse staat Texas, en valt bestuurlijk gezien onder Gaines County en Yoakum County.

## Demografie
Bij de volkstelling in 2000 werd het aantal inwoners vastgesteld op 3985.
In 2006 is het aantal inwoners door het United States Census Bureau geschat op 4005, een stijging van 20 (0,5%).

## Geografie
Volgens het United States Census Bureau beslaat de plaats een oppervlakte van
6,5 km², geheel bestaande uit land. Denver City ligt op ongeveer 1089 m boven zeeniveau.

## Plaatsen in de nabije omgeving
De onderstaande figuur toont nabijgelegen plaatsen in een straal van 40 km rond Denver City.